# Дёбёй
Дёбёй (кирг. Дөбөй) — село в Сузакском районе Джалал-Абадской области Кыргызстана. Входит в состав Барпынского айылного аймака.

## География
Село расположено в юго-восточной части области, на левом берегу реки Чангет, на расстоянии приблизительно 10 километров (по прямой) к востоко-юго-востоку от села Сузак, административного центра района. Абсолютная высота — 743 метра над уровнем моря.

## Население
Согласно оценочным данным Национального статистического комитета Кыргызской Республики, численность населения села на начало 2023 года составляла 1716 человек.
| год     | 2009 | 2014 | 2015 | 2020 | 2021 | 2023 |
| ------- | ---- | ---- | ---- | ---- | ---- | ---- |
| человек | 1508 | 1556 | 1496 | 1635 | 1663 | 1716 |